# Ray Price (musicista)
Noble Ray Price (Perryville, 12 gennaio 1926 – Mount Pleasant, 16 dicembre 2013) è stato un cantautore statunitense.

## Biografia
Nato in una piccola comunità del Texas, è cresciuto a Dallas. Da ragazzo ha studiato veterinaria e ha combattuto durante la seconda guerra mondiale. Nella seconda metà degli anni '40 ha lavorato in radio ed è diventato amico di Lefty Frizzell. Nei primi anni '50 si trasferisce a Nashville per lavoro e forma una band chiamata Cherokee Cowboys. Nel corso degli anni '50 e '60 collabora con Willie Nelson, Roger Miller, Van Howard, Darrell McCall, Johnny Paycheck e altri artisti.
Tra i suoi brani più conosciuti vi sono Release Me, Crazy Arms, Heartaches by the Number, For the Good Times, Night Life e You're the Best Thing That Ever Happened to Me.
Nel 1996 è stato inserito nella Country Music Hall of Fame. Ha vinto due Academy of Country Music Award (album dell'anno e singolo dell'anno entrambi nel 1970). Inoltre ha vinto due Grammy Awards: nel 1971 (miglior interpretazione country vocale maschile) e nel 2008 (miglior collaborazione country vocale).
È morto nel 2013 all'età di 87 anni.

## Discografia
- 1957 - Sings Heart Songs
- 1958 - Talk to Your Heart
- 1960 - Faith
- 1961 - Greatest Hits
- 1962 - San Antonio Rose
- 1963 - Night Life
- 1964 - Love Life
- 1965 - Burning Memories
- 1965 - Western Strings
- 1965 - The Other Woman
- 1966 - The Same Old Me
- 1966 - Another Bridge to Burn
- 1967 - Touch My Heart
- 1967 - Greatest Hits 2
- 1967 - Danny Boy
- 1968 - Take Me as I Am
- 1968 - She Wears My Ring
- 1969 - Sweetheart of the Year
- 1969 - Christams Album
- 1969 - You Wouldn't Know Love
- 1970 - The World
- 1970 - For the Good Times
- 1970 - Make the World Go Away
- 1971 - I Won't Mention It Again
- 1971 - Welcome to My World
- 1972 - All Time Greatest Hits
- 1972 - The Lonesomest Lonesome
- 1973 - She's Got to Be a Saint
- 1974 - You're the Best Thing
- 1974 - This Time Lord
- 1975 - Like Old Times Again
- 1975 - If I Change Your Mind
- 1975 - Say I Do
- 1976 - Rainbows and Tears
- 1976 - Hank'N Me
- 1976 - The Best
- 1976 - Precious Memories
- 1977 - Reunited
- 1977 - Help Me
- 1978 - How Great Thou Art
- 1979 - There's Always Me
- 1980 - San Antonio Rose (con Willie Nelson)
- 1981 - Tribute to Willie and Kris
- 1981 - Town and Country
- 1982 - Somewhere in Texas
- 1982 - Master of the Art
- 1986 - Welcome to Ray Price Country
- 1986 - Portrait of a Singer
- 1986 - Revival of Old Time Singing
- 1986 - Heart of Country Music
- 1986 - Christmas Gift for You
- 1987 - Just Enough Love
- 1988 - By Request
- 1990 - Memories That Last (con Faron Young)
- 1990 - Hall of Fame Series
- 2000 - Prisoner of Love
- 2002 - Time
- 2003 - Run That By Me One More Time (con Willie Nelson)
- 2007 - Last of the Breed (con Willie Nelson e Merle Haggard)
- 2014 - Beauty Is... The Final Sessions